# Orthotrichia guinkoi
Orthotrichia guinkoi är en nattsländeart som beskrevs av Guenda 1996. Orthotrichia guinkoi ingår i släktet Orthotrichia och familjen smånattsländor. Inga underarter finns listade i Catalogue of Life.